# Cantonul Yzeure
Cantonul Yzeure este un canton din arondismentul Moulins, departamentul Allier, regiunea Auvergne, Franța.

## Comune
- Aurouër
- Gennetines
- Saint-Ennemond
- Trévol
- Villeneuve-sur-Allier
- Yzeure (reședință)